# Акайдин, Самет
Самет Акайдин (тур. Samet Akaydin; род. 13 марта 1994, Трабзон) — турецкий футболист, защитник клуба «Фенербахче» и сборной Турции. Участник чемпионата Европы 2024 года.

## Клубная карьера
Акайдин — воспитанник клубов «Идманокаджи», «Трабзонспор» и «Болуспор». В 2013 году игрок подписал контракт с «Арсинспор», за которую дебютировал в том же году. В 2014 году он покинул клуб и на протяжении 5 сезоном выступал за команды «Санджактепе» и «Шанлыурфаспор» из Второй и Третьей лиг Турции. В 2019 году Акайдин подписал контракт с «Кечиоренгюджю». В матче против «Эскишехирспора» он дебютировал в Первой турецкой лиге. 5 октября в поединке против «Истанбулспора» Самет забил свой первый гол за «Кечиоренгюджю». В начале 2021 года Акайдин перешёл в «Адана Демирспор». 23 января в матче против «Бурсаспора» он дебютировал за новую команду. По итогам сезона игрок помог клубу выйти в элиту. 18 сентября в матче против «Ризеспора» он дебютировал в турецкой Суперлиге. 14 февраля 2022 года в поединке против «Бешикташа» Самет забил свой первый гол за «Адана Демирспор».
В начале 2023 года Акайдин перешёл в «Фенербахче». 15 января в матче против «Газиантепа» он дебютировал за новую команду. В своём дебютном сезоне игрок помог клубу завоевать Кубок Турции.
В начале 2024 года Акайдин на правах аренды перешёл в греческий «Панатинаикос». 21 января в матче против «Астераса» он дебютировал в греческой Суперлиге.

## Международная карьера
19 ноября 2022 года в товарищеском матче против сборной Чехии Акайдин дебютировал за сборную Турции.
В 2024 году Айкадин принял участие в чемпионате Европы в Германии. На турнире он сыграл в матчах против Грузии, Португалии, Чехии и Нидерландов. В поединке против голландцев Самет забил свой первый гол за национальную команду.

### Голы за сборную Турции
| # | Дата        | Место                                 | Противник  | Счёт | Результат | Соревнование          |
| - | ----------- | ------------------------------------- | ---------- | ---- | --------- | --------------------- |
| 1 | 6 июля 2024 | Олимпийский стадион, Берлин, Германия | Нидерланды | 0:1  | 2:1       | Чемпионат Европы 2024 |

## Достижения
Командные
 «Фенербахче»
- Обладатель Кубка Турции — 2022/23